# ARBÖ Gebrüder Weiss-Oberndorfer/Saison 2011
Dieser Artikel listet Erfolge und Mannschaft des Radsportteams ARBÖ Gebrüder Weiss-Oberndorfer in der Saison 2011 auf.

## Erfolge in der UCI Europe Tour
In der Saison 2011 wurden folgende Erfolge in der UCI Europe Tour erzielt.
| Datum          | Rennen                            | Kat. | Fahrer            |
| -------------- | --------------------------------- | ---- | ----------------- |
| 12. August     | 2. Etappe Tour of Szeklerland     | 2.2  | Florian Bissinger |
| 11.–13. August | Gesamtwertung Tour of Szeklerland | 2.2  | Florian Bissinger |

## Zugänge – Abgänge
| Zugänge                    | Team 2010               | Abgänge                     | Team 2011       |
| -------------------------- | ----------------------- | --------------------------- | --------------- |
| Rupert Probst              | ARBÖ Gourmetfein Wels   | Gregor Gazvoda              | Perutnina Ptuj  |
| Stefan Stadler             | ARBÖ-KTM-Junkers (2008) | Stefan Poll                 | Team Vorarlberg |
| Florian Bissinger          | Neoprofi                | Robert Gaßmeyer             | Unbekannt       |
| Christoph Gerstlohner      | Neoprofi                | Hannes Gründlinger          | Unbekannt       |
| Lukas Ranacher             | Neoprofi                | Michael Singer              | Unbekannt       |
| Christoph Täubel           | Neoprofi                | Michael Knopf (bis 16. Mai) | Unbekannt       |
| Victor Ulzen (ab 1. April) | Neoprofi                | Josef Kugler (bis 16. Mai)  | Unbekannt       |

## Mannschaft
| Name                  | Geburtstag         | Nationalität |
| --------------------- | ------------------ | ------------ |
| Florian Bissinger     | 30. Januar 1988    | Deutschland  |
| Christoph Gerstlohner | 24. Dezember 1984  | Österreich   |
| Philipp Grömer        | 29. Januar 1991    | Österreich   |
| Thomas Hasibeder      | 25. August 1990    | Österreich   |
| Jakub Kratochvíla     | 26. August 1988    | Tschechien   |
| Petr Lechner          | 14. März 1984      | Tschechien   |
| Christian Pavitschitz | 24. September 1983 | Österreich   |
| Lars Pria             | 31. Januar 1983    | Rumänien     |
| Rupert Probst         | 30. Juli 1981      | Österreich   |
| Stefan Probst         | 29. August 1979    | Österreich   |
| Lukas Ranacher        | 25. August 1992    | Österreich   |
| Daniel Reiter         | 13. Juli 1991      | Österreich   |
| Philip Schinagl       | 9. August 1991     | Österreich   |
| Stefan Stadler        | 15. Oktober 1986   | Österreich   |
| Christoph Täubel      | 11. Dezember 1991  | Österreich   |
| Victor Ulzen          | 5. April 1971      | Deutschland  |

## Platzierungen in UCI-Ranglisten
UCI Europe Tour 2011
|       | Fahrer            | Punkte |
| ----- | ----------------- | ------ |
| 201.  | Florian Bissinger | 80     |
| 488.  | Jakub Kratochvíla | 30     |
| 820.  | Victor Ulzen      | 10     |
| 1212. | Lars Pria         | 2      |